# A19 (autoestrada)
A A19 - Variante da Batalha é uma autoestrada portuguesa. Com uma extensão de 16,4 km, liga São Jorge (nó entre o IC9, a N 1 e a N 8) à mesma N 1 na zona sul de Leiria, continuando depois até à N 109 na zona norte de Leiria. O troço entre Leiria Sul e Leiria Norte foi concluído em 2010 e resultou do alargamento do IC2/N1. Por outro lado, o troço entre São Jorge e Leiria Sul (a variante da Batalha propriamente dita) foi construído de raiz e ficou concluído em 2011. A A19 é uma via parcialmente portajada: na variante a Leiria é uma via gratuita em virtude de aproveitar o canal de uma estrada já existente, enquanto que na variante da Batalha tem portagens. A A19 faz parte integrante do Itinerário Complementar n.º 2 (IC2)
A construção desta autoestrada não estava prevista no Plano Rodoviário Nacional: esse documento apenas preconizava a construção da via rápida IC2 sem perfil de autoestrada. De facto, inicialmente estava previsto que a numeração A19 fosse atribuída à curta autoestrada que iria ligar a A8 (em Leiria Sul) à A1. Contudo, já em 1999 existia a intenção de duplicar o troço do IC2 que atravessa a cidade de Leiria. A sul de Leiria, aquilo que também viria a ser englobado na A19 foi originalmente pensado como uma variante do IC2 (sem formato de autoestrada) à zona da Batalha; nesta zona, a N1 não só atravessa o interior de várias localidades como também passa nas proximidades do Mosteiro de Santa Maria da Vitória, danificando a estrutura do edifício.
Em 2007, o governo português decidiu avançar com a duplicação do IC2 em Leiria e com a construção da Variante da Batalha. Contudo, decidiu construir a Variante da Batalha com o formato de autoestrada com portagens, pelo que este troço acabou por também ser integrado na A19. Em conjunto com outras estradas e autoestradas, a A19 foi incluída na subconcessão Litoral Oeste, que foi atribuída em 2009 à empresa Autoestradas do Litoral Oeste S.A., por um período de 30 anos.
Embora, na atualidade, circulem em média cerca de 10 900 veículos por dia na A19, na prática esta autoestrada consiste de dois lanços muito distintos em termos de níveis de tráfego. Em 2017, o troço gratuito (entre Leiria Sul e Leiria Norte) teve um tráfego médio entre os 34 300 e os 50 400 veículos por dia. Em sentido contrário, o lanço com portagens (a variante da Batalha propriamente dita) tem sucessivamente registado um tráfego abaixo das previsões. Em 2017, esse troço da A19 teve um tráfego entre os 3 700 aos 5 300 veículos por dia. Em 2016, a soma das receitas de portagem cobradas na A19 e no troço final da A8 foi de aproximadamente 3 milhões de euros, o que permitiu ao Estado cobrir 2% dos encargos que nesse ano teve com a Subconcessão Litoral Oeste.

## Estado dos troços
| Troço                                                     | Situação                                                       | km   |
| --------------------------------------------------------- | -------------------------------------------------------------- | ---- |
| São Jorge ( IC 9 ) – Leiria Sul ( A 8 )                   | Em serviço (19 de novembro de 2011) (Concessão: Litoral Oeste) | 13,3 |
| Leiria Sul ( A 8 ) – Leiria Norte (Nó da Gândara - N 109) | Em serviço (12/2010) (Concessão: Litoral Oeste)                | 3,1  |

## História

### Antecedentes
A construção desta autoestrada não estava prevista no Plano Rodoviário Nacional de 2000. Grosso modo, este documento previa que o eixo Lisboa–Porto fosse servido por duas autoestradas (a A1/  IP 1  e a IC1) e uma via rápida (o IC2). No que toca a zona norte do distrito de Leiria, quer a A1 quer o IC1 foram projetadas e construídas com portagens. Como alternativas, o Plano Rodoviário preconizava a construção da via rápida IC2 para servir de alternativa à A1, e de várias estradas nacionais e variantes (IC9, N8 e N242) como alternativa à IC1.

#### IC2 na travessia de Leiria

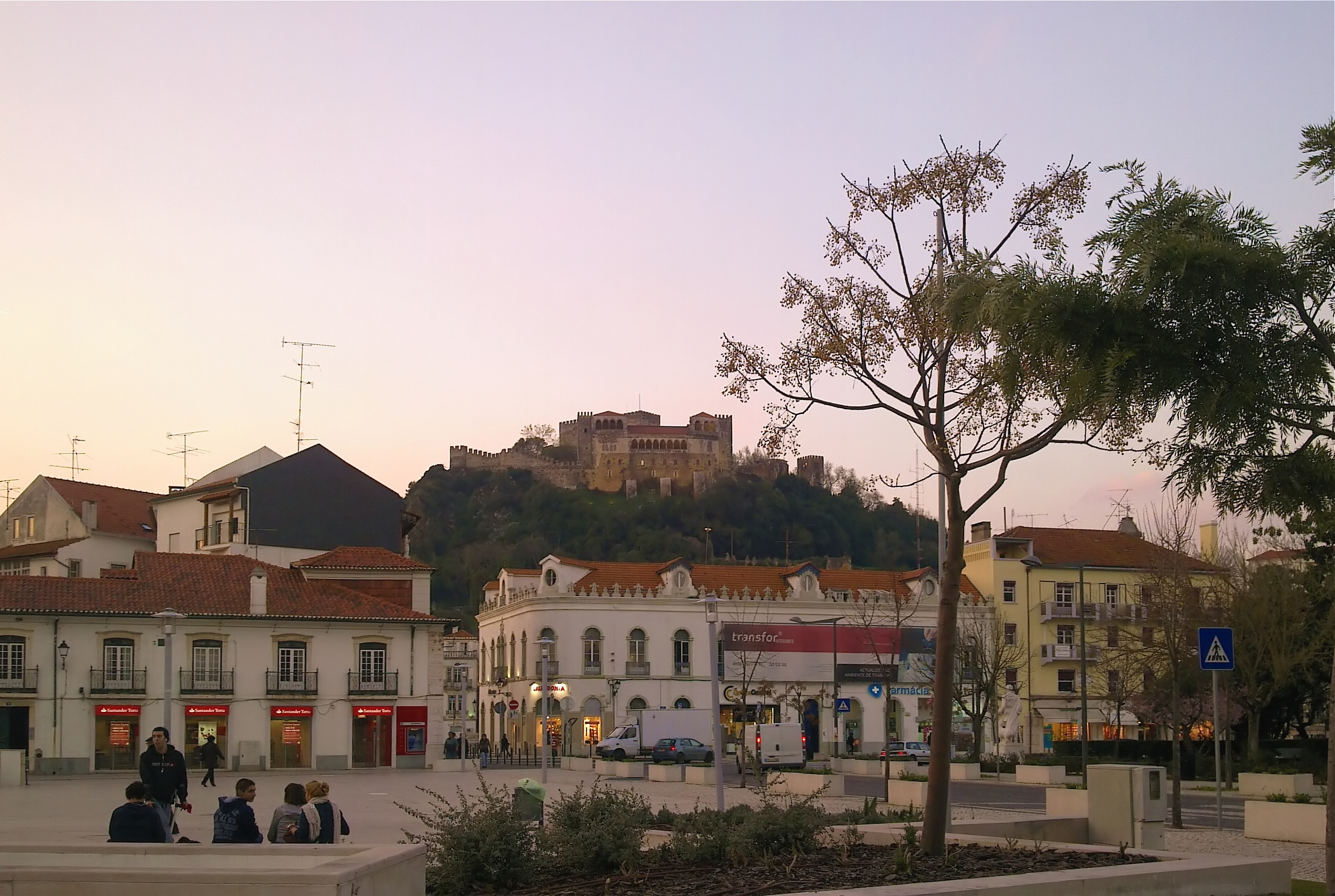
Centro da cidade de Leiria.

Até 2007, estava previsto que a numeração A19 fosse atribuída à ligação entre a A8 (em Leiria Sul) e a A1 (em Leiria Nascente), conforme consta neste mapa. Este troço acabou por abrir em 2011, mas foi integrado na A8.

O IC2 contorna a cidade de Leiria pelo seu lado oeste, fazendo intersecções com várias outras estradas importantes, nomeadamente a A8, a N242, N109 e Circular Oriental de Leiria. Até 2010, esse troço tinha um perfil transversal com 2+1 vias de circulação.
Em dezembro]] de 1999, o governo de Portugal (liderado por António Guterres) anunciou a intenção de lançar a Concessão IC 36. A concessão duraria 30 anos e a empresa que viesse a ficar com ela, teria que assegurar a construção (e manutenção) da ligação entre a A8 (em Leiria Sul) e a A1 (e essa ligação seria numerada como A19), a duplicação do IC2 entre o nó com a A8 (em Leiria Sul) e o nó com a Circular Oriental de Leiria (em Leiria Norte) e a manutenção da própria Circular Oriental. Uma vez que a Circular Oriental, por sua vez, iria intersectar com a projetada A19 (autoestrada de ligação A8–A1) em Pousos, na prática Leiria passaria a ser servida por uma circular, sempre com perfil de autoestrada ou de via rápida com 2+2 vias. A A19 (ligação A8–A1) teria portagens, enquanto que as restantes rodovias seriam gratuitas.
O concurso público para esta concessão foi aberto em inícios de 2001 e quatro empresas entregaram as suas propostas. Na altura, a curta autoestrada de ligação entre a A8 e a A1 já era identificada como A19. Essa numeração também foi adotada numa proposta que o Instituto das Estradas de Portugal elaborou (em 2002) para atribuir numeração "A" a todos os troços de autoestrada construídos ou planeados.
Após vários meses sem grandes evoluções no concurso da Concessão IC36, em junho de 2003, o governo acabou por decidir não continuar com o processo. O governo (de Durão Barroso) justificou que quando a Concessão IC36 fora lançada, os estudos financeiros previam que as portagens na A19 seriam suficientes para financiar uma "parte significativa" do resto da concessão, mas mais tarde verificou-se que não seria assim. Além disso, em meados de 2003 as propostas já tinham legalmente caducado (pois caducam ao fim de 18 meses), o que iria dificultar eventuais negociações entre o Estado e os concorrentes escolhidos.

#### Variante da Batalha
Entretanto, a construção de um novo troço do IC2 na zona da Batalha era já reivindicada naquela região. Essa variante à Batalha não só era pedida por causa dos problemas oferecidos pelo traçado da N1 (que atravessava o interior de várias localidades e chegou a ser descrito como uma "avenida urbana sem condições para o elevado número de automóveis que a atravessa") mas também devido ao facto de aquele traçado passar muito próximo do Mosteiro da Batalha. Com efeito, em 1964, fora construída uma pequena variante da N1 que permitiu retirar o trânsito do interior da vila da Batalha e da Ponte da Boutaca. Contudo, o novo traçado da Estrada Nacional ficou a passar ainda mais perto do Mosteiro de Santa Maria da Vitória, que é considerado Património da Humanidade desde 1983. Os elevados valores de emissões gasosas (principalmente SO2) e de ruído produzido pelo trânsito da N1 estavam a contribuir para acelerar a degradação daquele monumento gótico.
O governo de António Guterres prometeu — primeiro em 1997 e depois em 1999 — avançar com a construção da Variante e assumiu o compromisso de lançar os estudos desse novo troço do IC2. Em 2001, a Variante estava em fase de estudo prévio e estavam a ser analisadas quatro alternativas de traçado. Em 2004 os autarcas da região criticaram o atraso no andamento do processo da construção da Variante. Segundo foi noticiado, estava a ser realizado um estudo de impacto ambiental em novembro de 2003, contudo o processo parecia estar bloqueado desde então.

### Subconcessão Litoral Oeste

#### Lançamento da subconcessão

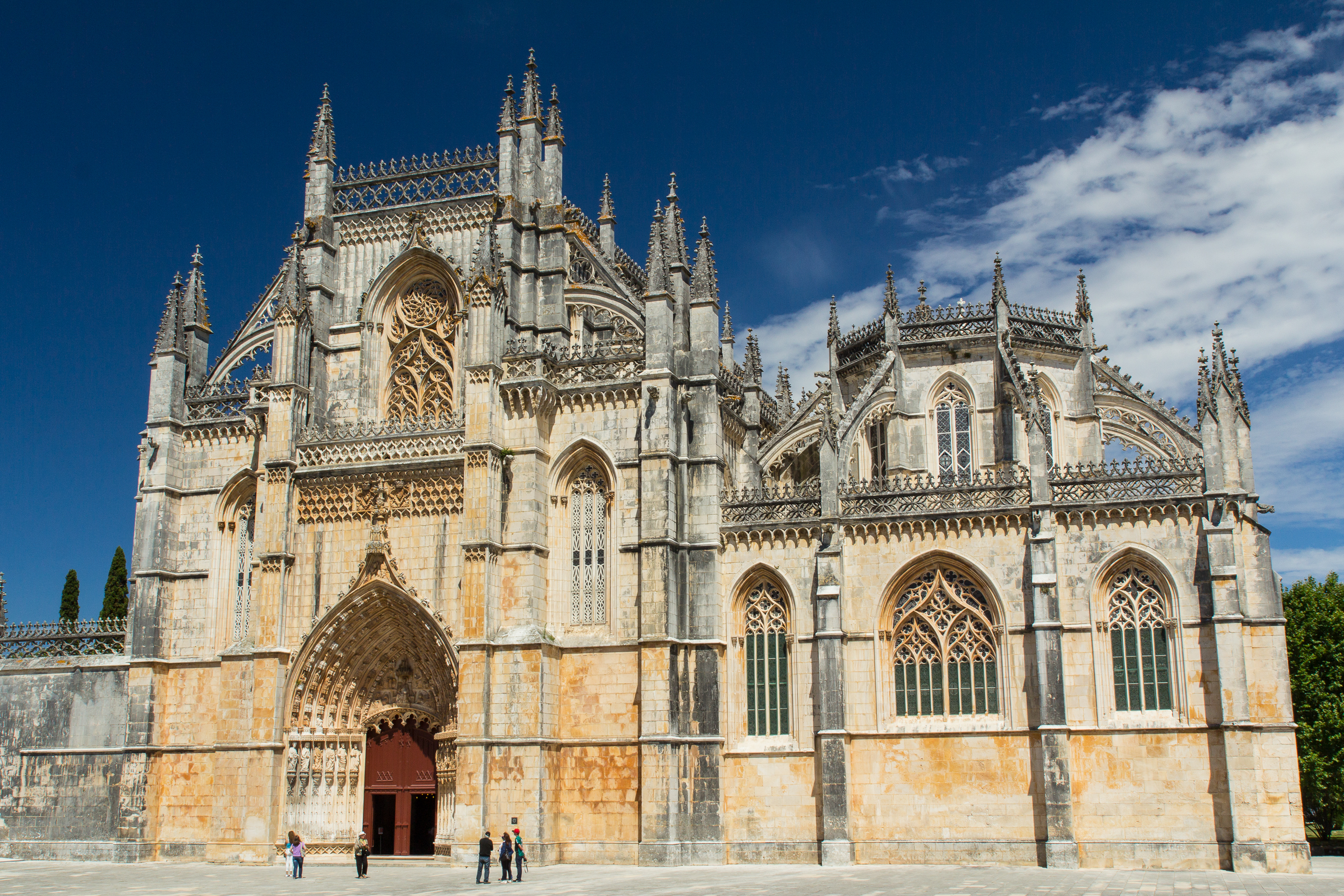
A acelerada degradação do Mosteiro de Santa Maria da Vitória foi uma das justificações para a construção da Variante da Batalha.

Em 2007, o governo de Portugal (que na altura era liderado por José Sócrates) anunciou a intenção de lançar várias parcerias público-privadas no setor das estradas. Uma delas foi a subconcessão Litoral Oeste, que foi criada no âmbito da concessão geral Rede Rodoviária Nacional (que estava concessionada à empresa pública Estradas de Portugal). O alargamento do IC2 (agora apenas entre o nó com a A8 e o nó com a N109) e a construção da Variante da Batalha (IC2) ficaram incluídas nesta subconconcessão de 30 anos. Contudo, ao contrário do que estava previsto, a Variante da Batalha seria construída em perfil de autoestrada e teria portagens. A decisão de alterar o perfil e o regime de utilização da Variante gerou críticas na região. Contudo, Paulo Campos, o então Secretário de Estado das Obras Públicas reafirmou a decisão de introduzir portagens, pois a Variante seria construída numa zona de "dinamismo económico", capaz de suportar aquela taxa e as portagens eram "uma peça fundamental em todo o equilíbrio" das concessões.
No total, a subconcessão Litoral Oeste englobava 109 km de estradas e autoestradas, dos quais 85 km seriam construídos pela concessionária e 24 km já estavam em funcionamento. Para além da Variante da Batalha, a concessão incluía a construção de uma outra autoestrada com portagem, o troço final da A8/IC36 — ligação entre o IC2, em Leiria Sul, e a A1, em Leiria Nascente — a A19 "original". No que toca os troços sem portagem ficaram incluídos na subconcessão (para além do troço norte da A19) vias como o IC9 (Nazaré–Tomar) e a variante da Nazaré (N242). Foi noticiado que a construção dessas estradas representava um investimento de 260 milhões de euros.
O concurso público internacional para escolher a empresa concessionária foi aberto em 24 de março de 2008 e em inícios de 2009 foi anunciado que o vencedor tinha sido o consórcio AELO — Auto-estradas do Litoral Oeste. O contrato de concessão foi assinado a 26 de fevereiro de 2009. Atualmente, quatro empresas participam no capital da AELO: Lena (32,5%), MSF Concessões (32,5%), Transport Infrastructure Investment Company (20%) e a Brisa (15%).

#### Construção e abertura da A19
A ligação A8–A1 acabou por ser integrada na A8. A numeração A19 foi atribuída à Variante da Batalha e ao troço Leiria Sul–Leiria Norte do IC2. O troço da A19 entre Leiria Sul e Leiria Norte consistiu apenas na duplicação do traçado do IC2 que já existia. As obras desse alargamento ficaram concluídas em dezembro de 2010.
Já os 14 km entre São Jorge e Leiria Sul (a variante da Batalha propriamente dita) abriram ao trânsito a 19 de novembro de 2011. Neste troço, foram instalados dois pórticos de portagem eletrónica que cobravam entre €1,15 (classe 1) e €2,95 (classe 4) para percorrer todo o troço. Devido a problemas informáticos, nas primeiras semanas nem todos os condutores conseguiram pagar as taxas de portagem e só por volta de 121 de dezembro é que a situação foi regularizada.

#### Tráfego e portagens
Desde a sua conclusão que a A19 consiste funcionalmente em dois troços claramente distintos em termos de utilização. Em contraste com o troço gratuito, o lanço com portagens acabou por apresentar um tráfego muito abaixo das previsões, e o grosso do trânsito continuou a seguir pela N1, ou seja, continuou a passar ao lado do Mosteiro da Batalha. Em agosto de 2012, o jornal Região de Leiria noticiou (citando dados da EP) que na zona de intersecção entre a A19 e a N1 (em Leiria Sul), circulavam 27 620 veículos/dia nas faixas de acesso à N 1 e apenas 2 829 nas vias da A19. Também nesse mês, a Câmara Municipal de Leiria aprovou uma moção a pedir a abolição das portagens, em linha com o que já em março de 2012 tinha sido defendido pela Câmara Municipal da Batalha. O governo português (que na altura já era liderado por Pedro Passos Coelho) admitiu que a autoestrada não tinha contribuído para reduzir o tráfego na zona do Mosteiro da Batalha, mas apenas admitiu melhorar a envolvente do monumento e colocar uma cortina de árvores entre a N1 e o Mosteiro.
Em finais de agosto de 2012, a concessionária Estradas de Portugal fechou um acordo com a subconcessionária AELO, para reduzir em 48 milhões de euros o valor total dos encargos ao longo dos 30 anos de vida da subconcessão. Para isso, cerca de 23 km de estradas foram retirados do âmbito da subconcessão Litoral Oeste (e regressaram à tutela direta da empresa Estradas de Portugal). De qualquer modo, a A19 continuou a fazer parte da subconcessão.
Em dezembro de 2013, a secção distrital do PSD-Leiria pediu ao governo que "modulasse" o valor das portagens, ou seja, que introduzisse um sistema de descontos e em outubro de 2015, foi noticiado que a redução ou abolição das portagens chegou a ser estudada pelo governo de Pedro Passos Coelho. Em 2016, o governo nacional (liderado por António Costa) reduziu em 15% várias taxas de portagem (principalmente em ex-SCUT). A A19 não foi incluída nesta redução, pelo que a Câmara Municipal da Batalha voltou a pedir ao governo que reavaliasse esta questão.
Em janeiro de 2018, a polémica sobre a A19 voltou a surgir quando a Câmara Municipal da Batalha começou a instalar barreiras de betão ao largo da N1, frente ao Mosteiro de Santa Maria da Vitória. A medida revelou-se controversa, havendo quem chamasse a essas barreiras acústicas "mamarracho" ou "muro da vergonha" e as comparasse ao muro de Berlim. A Câmara Municipal da Batalha disse que compreendia as críticas mas que o muro — que estava integrado num projeto maior com um custo total de 510 mil euros — iria ficar esteticamente mais agradável quando ficasse concluído (em fevereiro), pois estava prevista a instalação de "muita vegetação" (10 mil exemplares de árvores, arbustos e outras plantas) e de algumas zonas transparentes. A construção das barreiras acústicas reacendeu a polémica sobre a A19 e o seu baixo tráfego: a grande maioria dos contestatários era da opinião que não se justificava a existência de portagens na A19. Paulo Batista Santos, o Presidente da Câmara Municipal da Batalha, reafirmou que também concordava com a abolição das portagens e que iria continuar a lutar por isso junto do governo de Portugal. Em finais de janeiro começou a ser instalada a cortina de vegetação nas barreiras acústicas frente ao Mosteiro. Entretanto, o PEV questionou o governo sobre as portagens na A19; a resposta chegou em 12 de janeiro e o governo disse que não estava prevista a abolição de portagens. Em março de 2018, a Assembleia Municipal da Batalha aprovou uma moção a pedir ao governo a abolição ou redução das portagens na A19.
Em 2016, o troço gratuito (entre Leiria Sul e Leiria Norte) teve um tráfego médio entre os 32 900 e os 47 900 veículos por dia. Já o lanço com portagens teve nesse ano um tráfego na ordem dos 3 100 a 4 800 veículos por dia. Em 2016, a soma das receitas de portagem cobradas na A19 e no troço final da A8 foi de cerca de 3 milhões de euros. Nesse ano, o Estado pagou cerca de 143 milhões de euros à subconcessionária AELO (principalmente pagamentos por disponibilidade da via), pelo que as receitas de portagem permitiram cobrir 2% dos encargos com a Subconcessão Litoral Oeste.

## Perfil
| Troço                            | Perfil | Extensão |
| -------------------------------- | ------ | -------- |
| São Jorge ( IC 9 ) – Nó da Azoia |        | 12,2 km  |
| Nó da Azoia – A 8                |        | 1,1 km   |
| A 8 – Leiria (Nó da Gândara)     |        | 3,1 km   |

## Tráfego
Desde a sua abertura que a A19 consiste em dois troços muito distintos em termos nível de tráfego. Em 2015, o troço gratuito (entre Leiria Sul e Leiria Norte) teve um tráfego médio entre os 32 000 e os 45 700 veículos por dia. Em sentido contrário, o lanço com portagens (a variante da Batalha propriamente dita) tem sucessivamente registado um tráfego abaixo das previsões: em 2015, esse troço da A19 teve um tráfego na ordem dos 2 600 aos 4 200 veículos por dia.
| São Jorge (IC9 / N1 / N8) — Batalha | 6,4 km  | N/A | ? | 1 730  | 2 041  | 2 574  | 3 125  | 3 666  | 4 047  |
| Batalha — Azoia                     | 5,6 km  | N/A | ? | 2 848  | 2 657  | 3 138  | 3 742  | 4 360  | 4 812  |
| Azoia — Leiria Sul ( A 8 )          | 1,3 km  | N/A | ? | 2 306  | 2 237  | 2 685  | 3 216  | 3 766  | 4 172  |
| Leiria Sul ( A 8 ) — CIL            | 0,6 km  | ?   | ? | 32 423 | 32 493 | 33 215 | 34 407 | 35 488 | 36 278 |
| CIL — Barosa (N242)                 | 1,5 km  | ?   | ? | 34 666 | 35 403 | 36 262 | 37 264 | 38 630 | 39 482 |
| Barosa (N242) — Gândara (N109)      | 0,7 km  | ?   | ? | 40 093 | 41 455 | 42 455 | 43 192 | 45 989 | 47 166 |
| A19                                 | 16,1 km | ?   | ? | 8 046  | 8 228  | 8 794  | 9 435  | 10 199 | 10 877 |

O TMD médio da autoestrada foi de 10 877 veículos em 2017. O tráfego na A19 tem estado gradualmente a aumentar (pelo menos, desde 2012), em linha com a maioria das outras autoestradas de Portugal. O TMD médio da A19 ultrapassou os 10 000 veículos em março de 2016.
O gráfico seguinte mostra a evolução do TMD médio da A19:

## Subconcessão Litoral Oeste
Em conjunto com outras estradas e autoestradas, a A19 está incluída na subconcessão Litoral Oeste. Esta subconcessão foi atribuída em 2009 à empresa Auto-Estradas do Litoral Oeste S.A. (AELO) e terminará em 2039. Esta subconcessão funciona principalmente com base em pagamentos por disponibilidade, isto é, o concedente (o Estado, por via da Infraestruturas de Portugal) paga à subconcessionária uma renda baseada no número de dias em que as estradas estão abertas ao trânsito. Na prática, o valor dos pagamentos acaba por ser relativamente estável, pois (ao contrário do que sucederia numa concessão com portagens reais ou com portagens SCUT) a empresa concessionária não está sujeita ao risco das variações ou dos baixos níveis de tráfego. Apesar de a subconcessão Litoral Oeste ter sido lançada em 2009, o contrato previa que só em 2014 é que o Estado começaria a fazer os pagamentos por disponibilidade à AELO. Nesse ano, o Estado pagou 85,6 milhões de euros à subconcessionária.
A construção das estradas e autoestradas incluídas na subconcessão Litoral Oeste custou cerca de 260 milhões de euros. Em 2016, o Estado pagou cerca de 142 milhões de euros à subconcessionária AELO (principalmente pagamentos por disponibilidade da via). Nesse ano, as receitas de portagem (cobradas na A19 e no troço final da A8) foram de 3,3 milhões de euros, o que permitiu cobrir cerca de 2% dos encargos com a Subconcessão Litoral Oeste.
| Encargos brutos   | ?   | ?   | ?   | 0,0 | 85,6 | 158,2 | 143,0 | 149,0 |
| Receitas          | ?   | ?   | ?   | 1,8 | 2,2  | 3,0   | 3,4   | 3,9   |
| Encargos líquidos | ?   | ?   | ?   | 0,0 | 83,4 | 155,3 | 139,6 | 145,0 |
| Taxa de cobertura | N/A | N/A | N/A | N/A | 3%   | 1,9%  | 2%    | 3%    |

O gráfico seguinte mostra a evolução dos encargos líquidos (em milhões de euros) com a subconcessão Litoral Oeste:

## Itinerário e nós de ligação
| Número da saída                         | Nome da saída                                                       | Estrada que liga |
| --------------------------------------- | ------------------------------------------------------------------- | ---------------- |
|                                         | Proveniente de Tomar – Fátima                                       | IC 9             |
| 2                                       | Alcobaça Caldas da Rainha Lisboa Rio Maior Porto de Mós / São Jorge | N 8 IC 2 / N 1   |
| Pórtico de Portagem da Batalha - € 0,60 |                                                                     |                  |
| 3                                       | Batalha Martingança                                                 | N 356            |
| Pórtico de Portagem da Azoia - € 0,65   |                                                                     |                  |
| 4                                       | Azoia Maceira                                                       | N 1 N 356-1      |
| 5                                       | Lisboa Marinha Grande Leiria (Este) A 1 - A 17                      | A 8              |
| 6                                       | Leiria (Sul) centro comercial                                       | CIL              |
| 7                                       | Leiria (Oeste) Marinha Grande                                       | N 242            |
| 8                                       | Leiria (Norte) Figueira da Foz / Monte Real                         | N 109            |
|                                         | direcção Porto Coimbra Pombal                                       | IC 2 / N 1       |